# Type 87 (veicolo da ricognizione)
Il Type 87 (87式偵察警戒車, Hachinana shiki teisatsu keikaisha) è  un veicolo da ricognizione e combattimento su ruote, entrato in servizio nella JGSDF nel 1987. L'arma principale utilizzata da questo mezzo blindato è il cannone Oerlikon da 25 mm. Il veicolo è anche noto come Type 87 RCV (Reconnaissance Combat Vehicle).

## Progetto e sviluppo
La JGSDF ricevette i primi blindati su ruote dopo la sua istituzione nel 1954, ma in effetti si trattava semplicemente di vecchi veicoli statunitensi M8 Greyhound e M20. Un salto di qualità fu perciò realizzato soltanto con l'entrata in servizio del blindato Type 82 di produzione nazionale intorno agli anni '80. Il Type 87 fu il successivo veicolo da combattimento su ruote realizzato dal Giappone, con una maggiore potenza di fuoco e una migliore protezione.

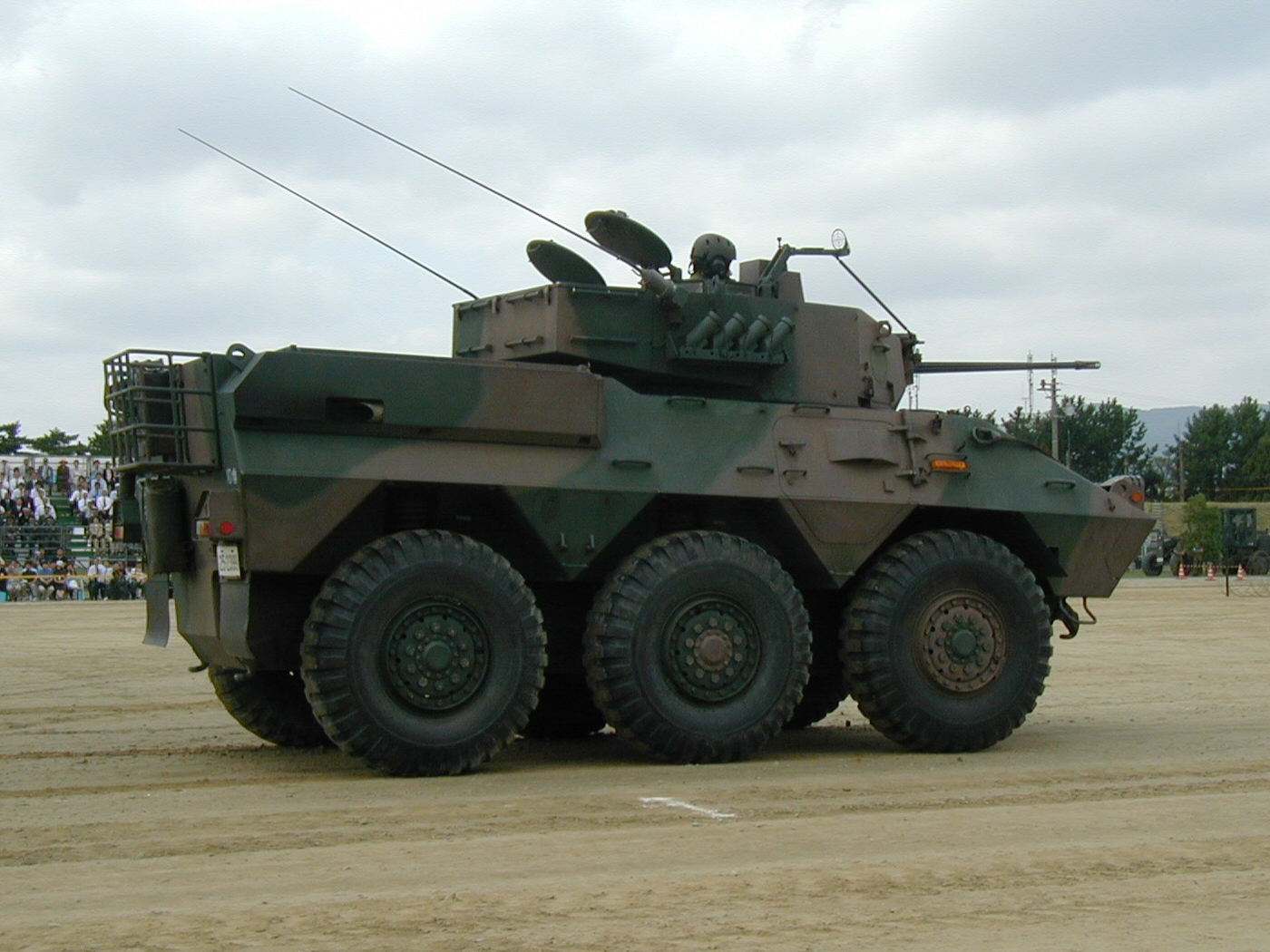
Vista laterale del Type 87 RCV.

Lo sviluppo fu iniziato e portato avanti da Komatsu, che aveva già una considerevole esperienza nel settore. Nel 1983 furono costruiti due prototipi, con alcuni test svolti nel 1985 che riguardavano il semplice funzionamento tecnico, mentre le prove pratiche più impegnative furono condotte successivamente nel 1986. Lo sviluppo si concluse nel 1987, e il nuovo blindato fu dichiarato idoneo, entrando immediatamente in servizio nello stesso anno. La produzione di massa è durata dal1987 al 2013, con la costruzione complessiva di 111 esemplari.

## Caratteristiche tecniche
Il Type 87 è lungo 5,99 metri e largo 2,48 metri, e pesa appena 15 tonnellate. Grazie alle piccole dimensioni e alla sua agilità è perfetto per l'impiego in missioni di ricognizione. La maggior parte del design è derivata dal precedente blindato Type 82, con alcune differenze, come lo spostamento del motore nel lato posteriore destro.
Il sistema di trazione è a tre assi e sei ruote motrici, normalmente ridotte alle quattro posteriori nell'impiego regolare. L'apparato propulsivo è costituito da un motore diesel V10 raffreddato a liquido Isuzu 10PB1 a quattro tempi. La velocità massima raggiungibile è di 100 km/h.

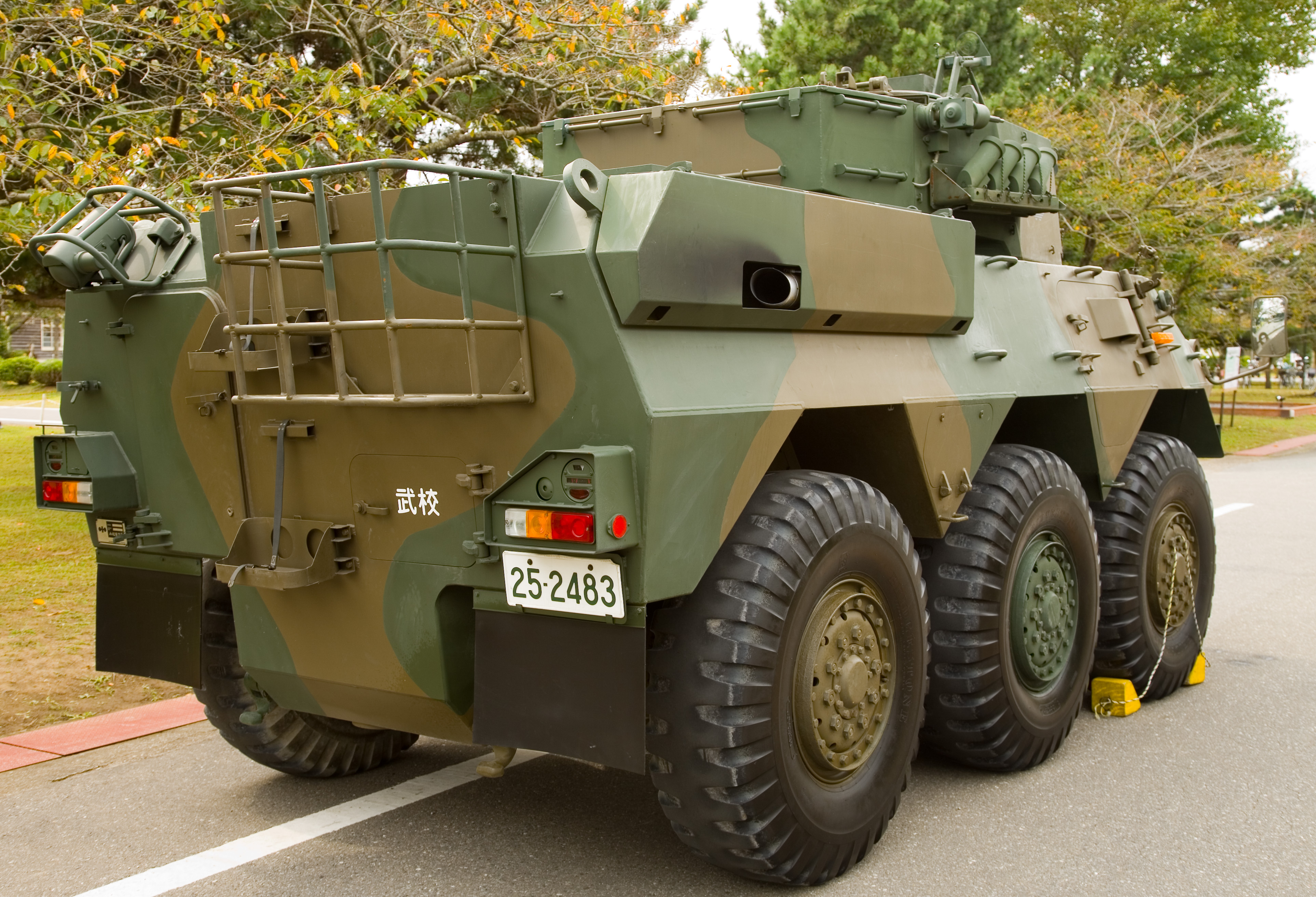
Immagine posteriore del Type 87 nella quale è ben visibile lo scarico del motore.

Lo scafo e la torretta sono realizzati con piastre saldate di acciaio laminato antiproiettile. L'equipaggio è composto da 5 persone, ossia il guidatore, il cannoniere, 2 osservatori e il comandante.

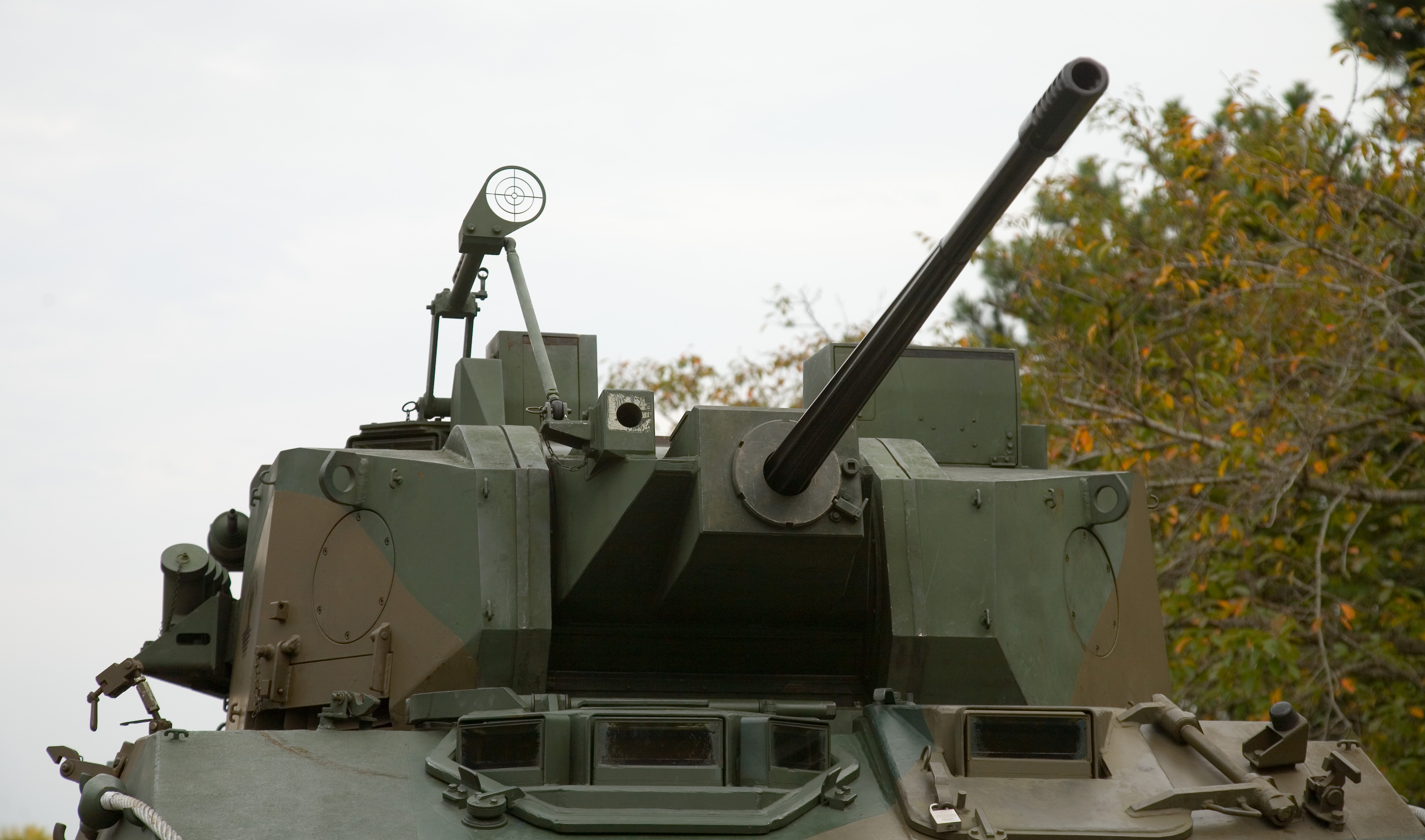
Il cannone Oerlikon KBA da 25 mm del Type 87.

L'armamento principale è rappresentato da un cannone automatico Oerlikon KBA da 25 mm con capacità antiaeree e anticarro, che può sparare anche proiettili perforanti APDS-T.
Si aggiunge inoltre, come armamento secondario, una mitragliatrice Sumitomo Type 74 da 7,62 mm montata sulla torretta. Infine ai lati della torretta sono installati due lanciagranate fumogene.